# كيشيا نايت بوليام
كيشيا نايت بوليام (مواليد 9 أبريل 1979) هي ممثلة أمريكية.

## مشوارها وظيفي
في عام 1986، أصبحت نايت بوليام واحدة من أصغر الممثلات اللاتي تم ترشيحهن لجائزة إيمي، وحصلت على ترشيح في سن السادسة لممثلة مساعدة بارزة في مسلسل كوميدي. ظهرت لأول مرة في الاحتراف في عمر 9 أشهر، في إعلان مطبوع وطني لمنتجات الأطفال جونسون آند جونسون. وظهرت في الإعلانات التلفزيونية والبرامج التلفزيونية، وظهرت لأول مرة في فيلمها الطويل التنين الأخير. تم تصنيفها في المرتبة 27 في قائمة في إتش 1 «أعظم 100 نجم طفل».

## الحياة الشخصية
ولدت كيشيا نايت بوليام في نيوارك بولاية نيو جيرسي، وهي ابنة دينيس وجيمس نايت بوليام لديها ثلاثة أشقاء التحقت كيشيا بمدرسة روتجرز الإعدادية في سومرست، نيو جيرسي. عندما انتهى عرض كوسبي في عام 1992، انتقلت عائلتها إلى فرجينيا، حيث التحقت بمدرسة بوتوماك في ماكلين، فيرجينيا ومدرسة فوكسكروفت في ميدلبورغ، فيرجينيا، والتي تخرجت منها في عام 1997. حصلت على بكالوريوس الآداب في علم الاجتماع من كلية سبيلمان في عام 2001. وهي عضو في فرع إيتا كابا في نادي نسائي دلتا سيجما ثيتا.

## وصلات خارجية
- كيشيا نايت بوليام على موقع IMDb (الإنجليزية)
- كيشيا نايت بوليام على موقع الموسوعة البريطانية (الإنجليزية)
- كيشيا نايت بوليام على موقع ألو سيني (الفرنسية)
- كيشيا نايت بوليام على موقع أول موفي (الإنجليزية)
- كيشيا نايت بوليام على موقع أول موفي (الإنجليزية)
- كيشيا نايت بوليام على موقع إن إن دي بي (الإنجليزية)
- كيشيا نايت بوليام على موقع قاعدة بيانات الفيلم (الإنجليزية)
- كيشيا نايت بوليام على موقع كينوبويسك (الروسية)